# Estación de Granada
Granada es una estación ferroviaria situada en el municipio español de Granada, en la provincia homónima, comunidad autónoma de Andalucía. Dispone de servicios de Media Distancia, Larga Distancia y Alta Velocidad. Las instalaciones ferroviarias también cumplen funciones logísticas.
La estación entró en servicio originalmente en 1874, con la inauguración de la línea Bobadilla-Granada. Años después las instalaciones pasarían a manos de la Compañía de los Ferrocarriles Andaluces, llegando a ser conocida como «estación de Andaluces» para diferenciarla de la estación del Sur, situada esta a cierta distancia de la primera. Con posterioridad todos los servicios ferroviarios se centralizarían en la estación de la compañía «Andaluces», que se convirtió en la principal de la ciudad.
En los últimos tiempos, debido a la llegada de la Alta Velocidad a Granada, se han llevado a cabo diferentes trabajos de reacondicionamiento de la estación. Dichos trabajos incluyeron la reordenación de la playa de vías, la remodelación del histórico edificio de viajeros, la construcción de un nuevo vestíbulo y la reorganización de todo el espacio adyacente. En junio de 2019 entró en servicio la nueva estación, junto con la línea de alta velocidad Antequera-Granada.
La estación cuenta con conexiones de varias líneas de autobuses. Así mismo, en las inmediaciones se encuentra una parada de la línea 1 del Metro de Granada, llamada Estación Ferrocarril, con el fin de favorecer la intermodalidad.

## Situación ferroviaria
La estación, que se encuentra a 668 metros de altitud, forma parte de los trazados de las siguientes líneas férreas:
- Línea férrea de ancho mixto Antequera-Granada, punto kilométrico 211,0.
- Línea férrea de ancho ibérico Moreda-Granada, punto kilométrico 56,7.[4]

Históricamente, la estación fue la terminal de la línea Bobadilla-Granada, situada en su punto kilométrico 122,3.

## Historia

### Construcción y evolución

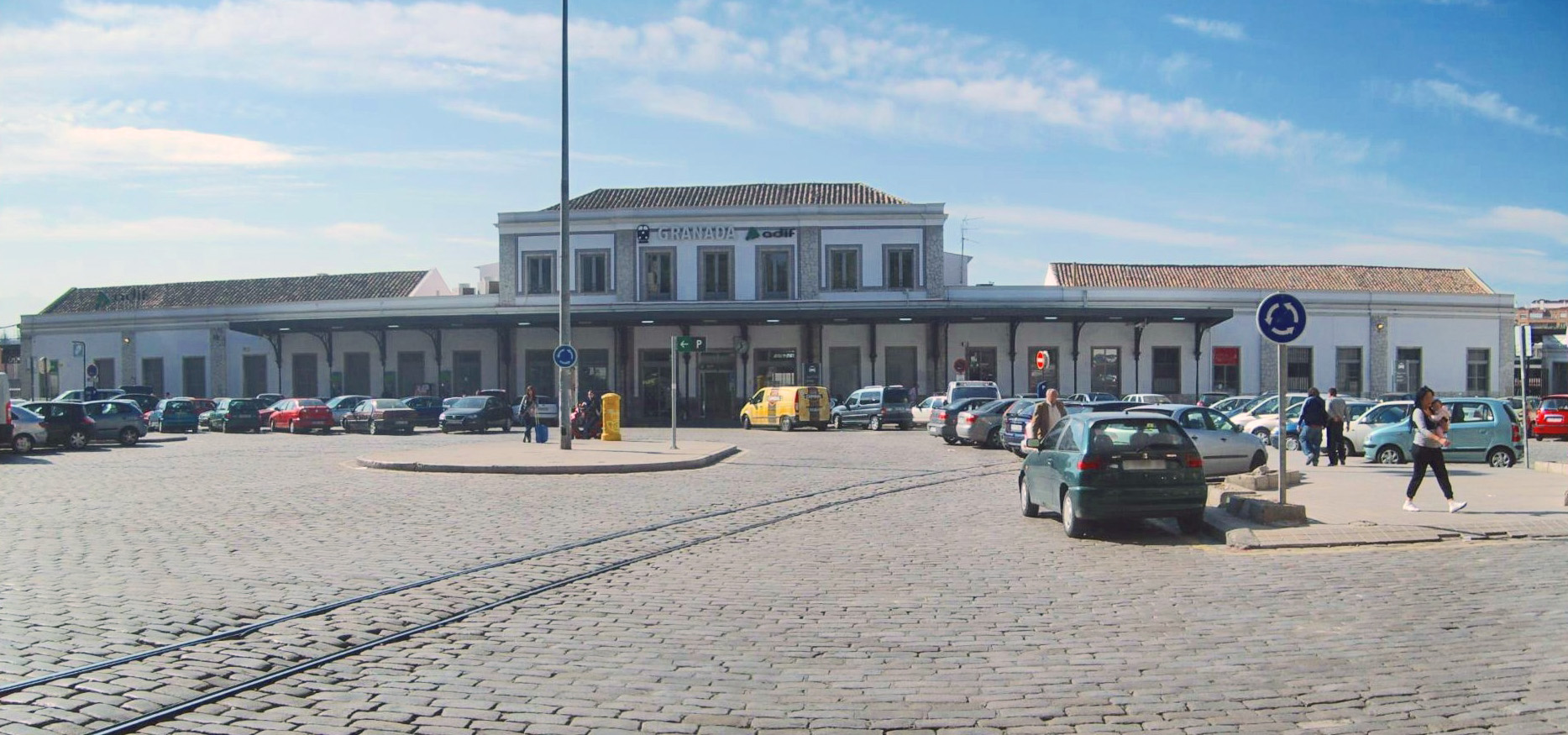
Fachada de la estación, en 2008.

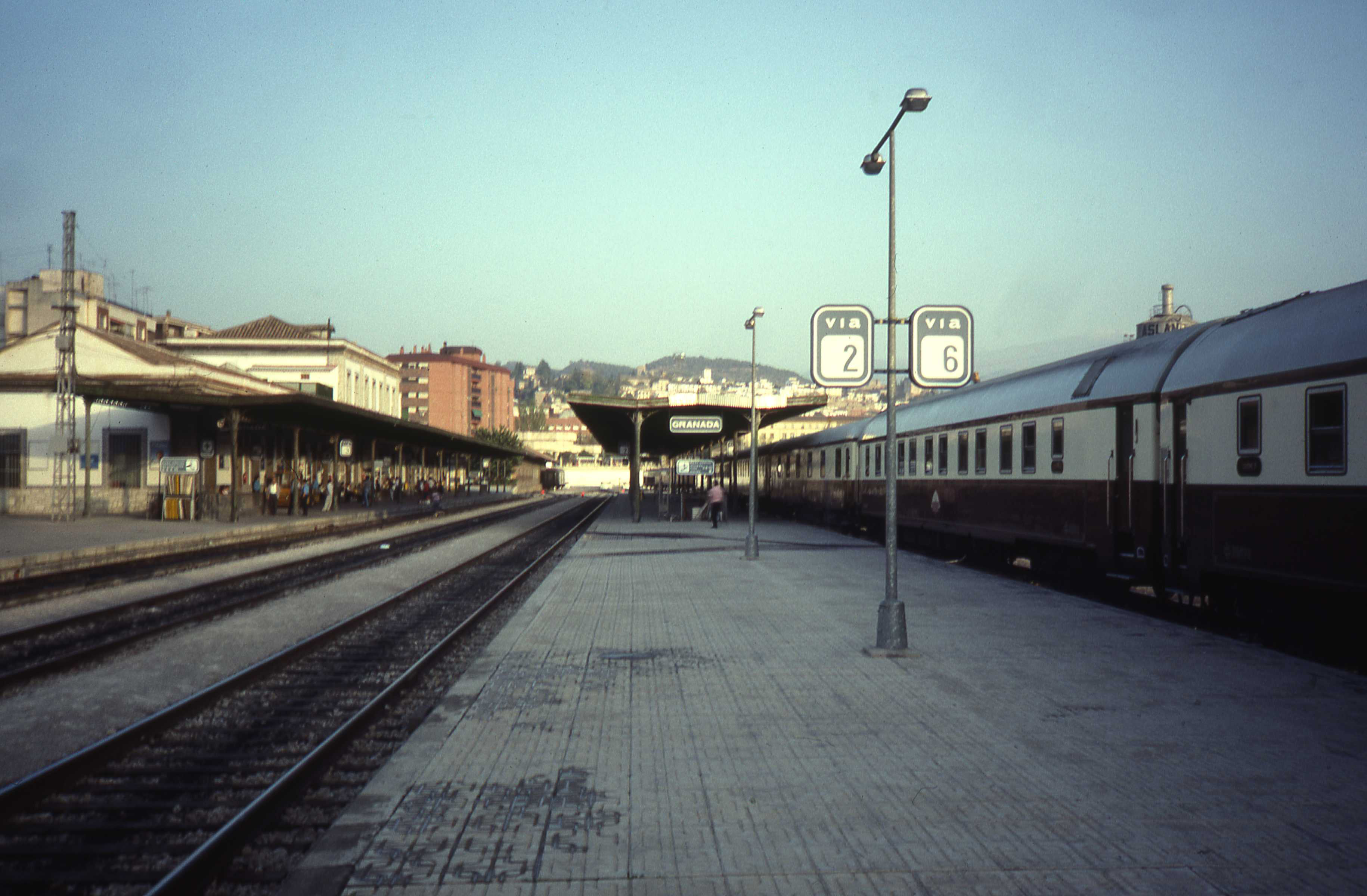
Andenes de la estación, en 1989.

Hacia 1864 se puso en marcha la construcción de la línea Bobadilla-Granada, un ramal de la línea Córdoba-Málaga que partía desde el enclave de Bobadilla. La construcción fue complicada y el primer tramo en entrar en servicio fue el Granada-Loja, en 1866. En aquella época la estación se encontraba en plena Vega de Granada, situada fuera del casco urbano. Tras quedar completado todo el ramal (1874) y entrar en servicio la estación, en 1877 la compañía ferroviaria original que la explotaba se integró en la Compañía de los Ferrocarriles Andaluces. Por esta razón, la estación comenzaría a ser conocida como «estación de Andaluces».
Hasta entrado el siglo XX fue la única estación con la que contó Granada capital, hasta que en 1904 llegó a la ciudad nazarí una segunda conexión ferroviaria, a través de Moreda, perteneciente a la Compañía de los Caminos de Hierro del Sur de España. Esta conexión contó con su propia estación en Granada, la llamada estación del Sur, situada en la calle Cruz del Sur. Los trasbordos de mercancías y personas se tenían que realizar por carretera, dado que no existía una conexión ferroviaria entre ambas estaciones. En 1907 entraría en servicio un ramal, construido por las dos compañías, que permitía el enlace por ferrocarril ambas estaciones.
La compañía «Andaluces» estableció en Granada un depósito de locomotoras, destinado para servir a la línea Bobadilla-Granada. También amplió las instalaciones ferroviarias, construyendo muelles de mercancías, cocheras, viviendas, etc. En 1929 la compañía «Andaluces» absorbió a «Sur de España», tras lo cual la estación de Andaluces pasó a convertirse en la principal para Granada, quedando desde ese momento la estación del Sur como una estación de carácter secundario. En la década de 1960 dicha estación quedaría relegada definitivamente para cocheras y talleres, y la estación de Andaluces se convirtió en la única de Granada.
En 1936, durante la Segunda República, «Andaluces» fue incautada por el Estado debido a sus problemas económicos, y asignada la gestión de sus infraestructuras a la Compañía Nacional de los Ferrocarriles del Oeste. Esta situación no duró mucho, ya que en 1941, con la nacionalización de todos los ferrocarriles de ancho ibérico, la estación pasó a manos de la recién creada RENFE. Bajo gestión de RENFE se sustituyó paulatinamente la tracción vapor por máquinas diésel, lo que supondría la supresión del depósito de locomotoras que acogía la estación. En enero de 1985 se produjo la clausura de las líneas férreas altamente deficitarias, dentro de la cual se produjo el cierre de la línea entre Guadix y Almendricos. Esto significó que granada perdiese su conexión ferroviaria con Baza, Murcia y el Levante.
A mediados de la década de 1990, con ocasión de la celebración en Granada del XXIII Campeonato Mundial de Esquí Alpino, se realizaron algunas obras de ampliación que supusieron que se añadiera una nueva terminal. No obstante, la estación original se mantuvo y las instalaciones apenas si fueron modernizadas.
Desde enero de 2005, con la extinción de RENFE, el ente Adif es el titular de las instalaciones ferroviarias.

### Llegada de la Alta Velocidad

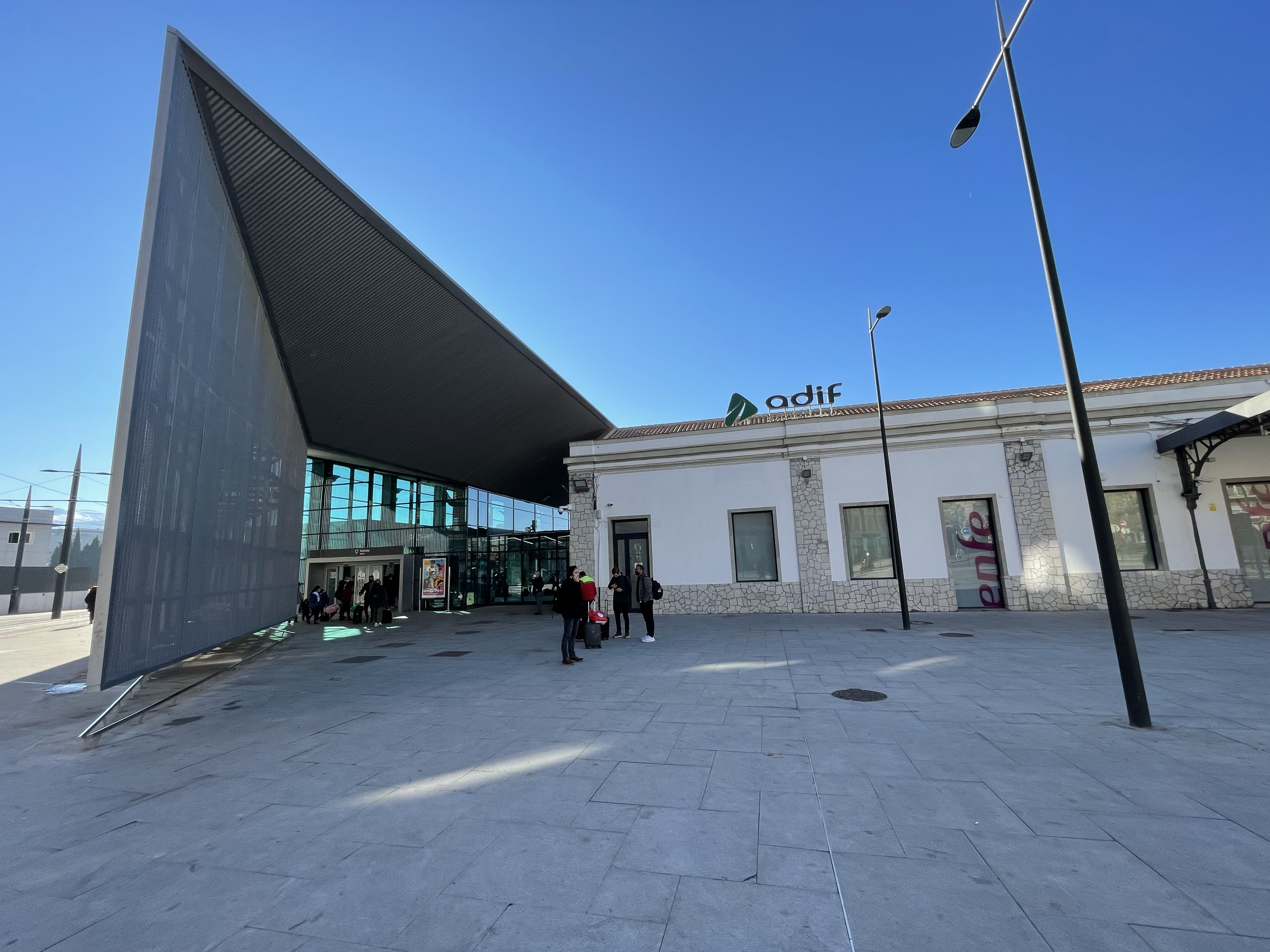
La nueva entrada

En 2006 comenzó la construcción de la línea de alta velocidad Antequera-Granada. Con motivo de la llegada de esta línea, se planteó en principio la construcción de una nueva estación, que se llamaría «Granada-Mariana Pineda», en honor a la liberal granadina Mariana Pineda. Tras barajar diversas opciones, se decidió que la nueva estación sería construida en los mismos terrenos que ocupa la estación histórica, opción que recibió algunas críticas. En marzo de 2009 el proyecto fue adjudicado al arquitecto Rafael Moneo, decisión polémica, ya que se eligió personalmente al arquitecto sin que hubiera un concurso público por medio. Se planteó un proyecto de integración del ferrocarril soterrado por el distrito de La Chana, por el que accederían las líneas provenientes del oeste. Para las vías que vienen del este, se planteó la llegada en paralelo a la segunda circunvalación hasta unirse al otro corredor en el entorno de Mercagranada, dónde estaría situado el centro de transportes de mercancías. Según la propuesta, la construcción de la estación y de las infraestructuras necesarias para su integración tendría un coste de 570 millones de euros.
El alto coste de las obras y las discrepancias surgidas entre el Ayuntamiento de Granada y el Ministerio de Fomento acabaron finalmente por descartar el proyecto de Moneo. Se planteó, pues, la opción de construir la nueva estación a las afueras de la ciudad, donde el tren atravesaría la Chana soterrado, dejando así la zona de la antigua estación para la construcción de un gran parque. No obstante, tras barajar otras opciones que abarataran la llegada del AVE a la ciudad, se optó finalmente por remodelar la estación.
Desde 2015 la estación fue sometida a diversos trabajos de remodelación con motivo de la llegada del AVE a la ciudad y de la inauguración del Metro de Granada. Entre otras actuaciones, se reorganizó la playa de vías existente, se construyó un nuevo vestíbulo y se adaptó el espacio adyacente de la estación para la conexión con la línea del Metro. Las obras de la línea de alta velocidad, que sufrieron importantes retrasos, supusieron que Granada perdiera su histórica conexión con las líneas de Andalucía occidental y quedase desconectada parcialmente de la red ferroviaria durante varios años. Finalmente, en junio de 2019 entró en servicio la línea de alta velocidad Antequera-Granada.

## Características

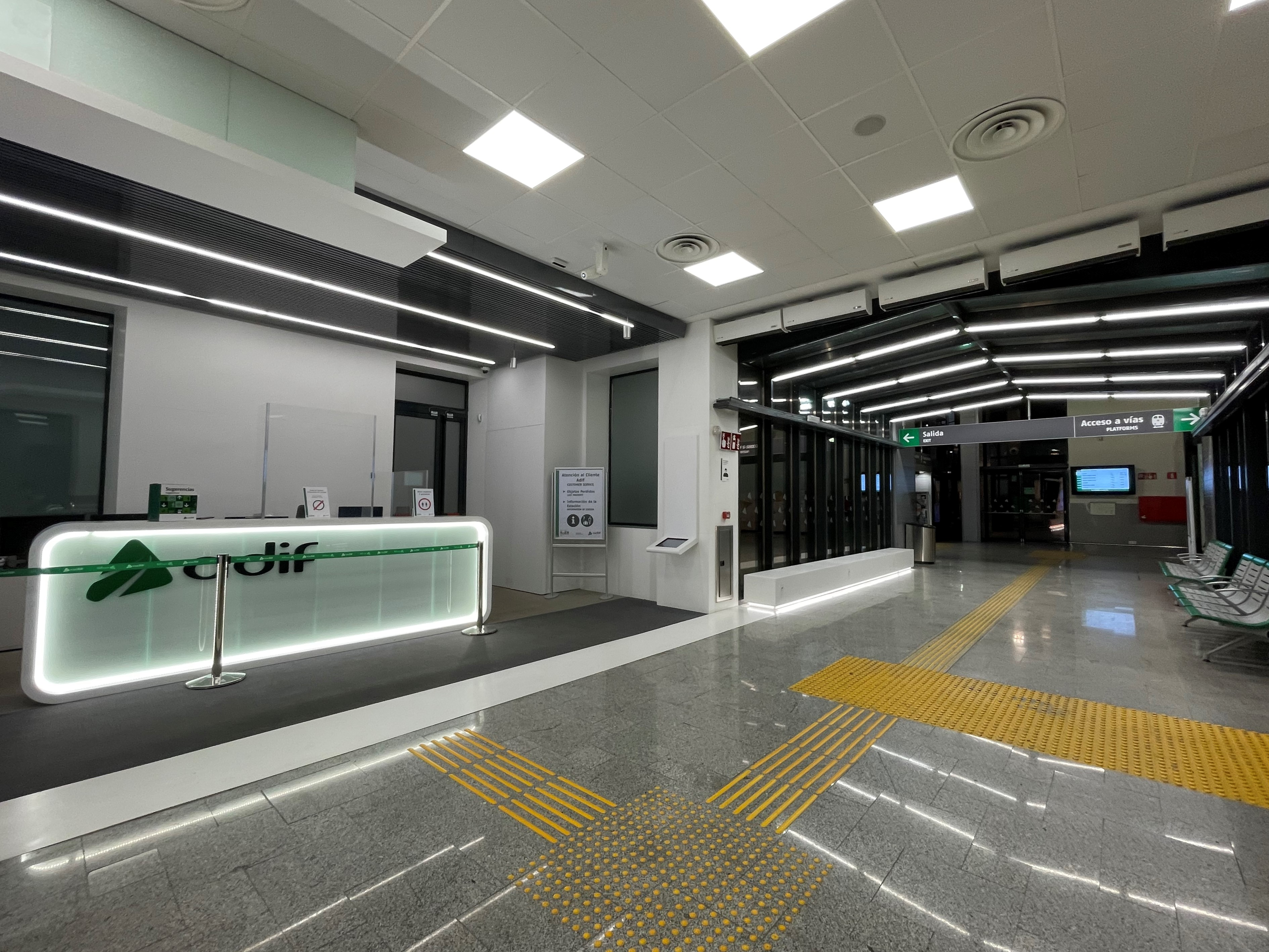
Interior de la estación.

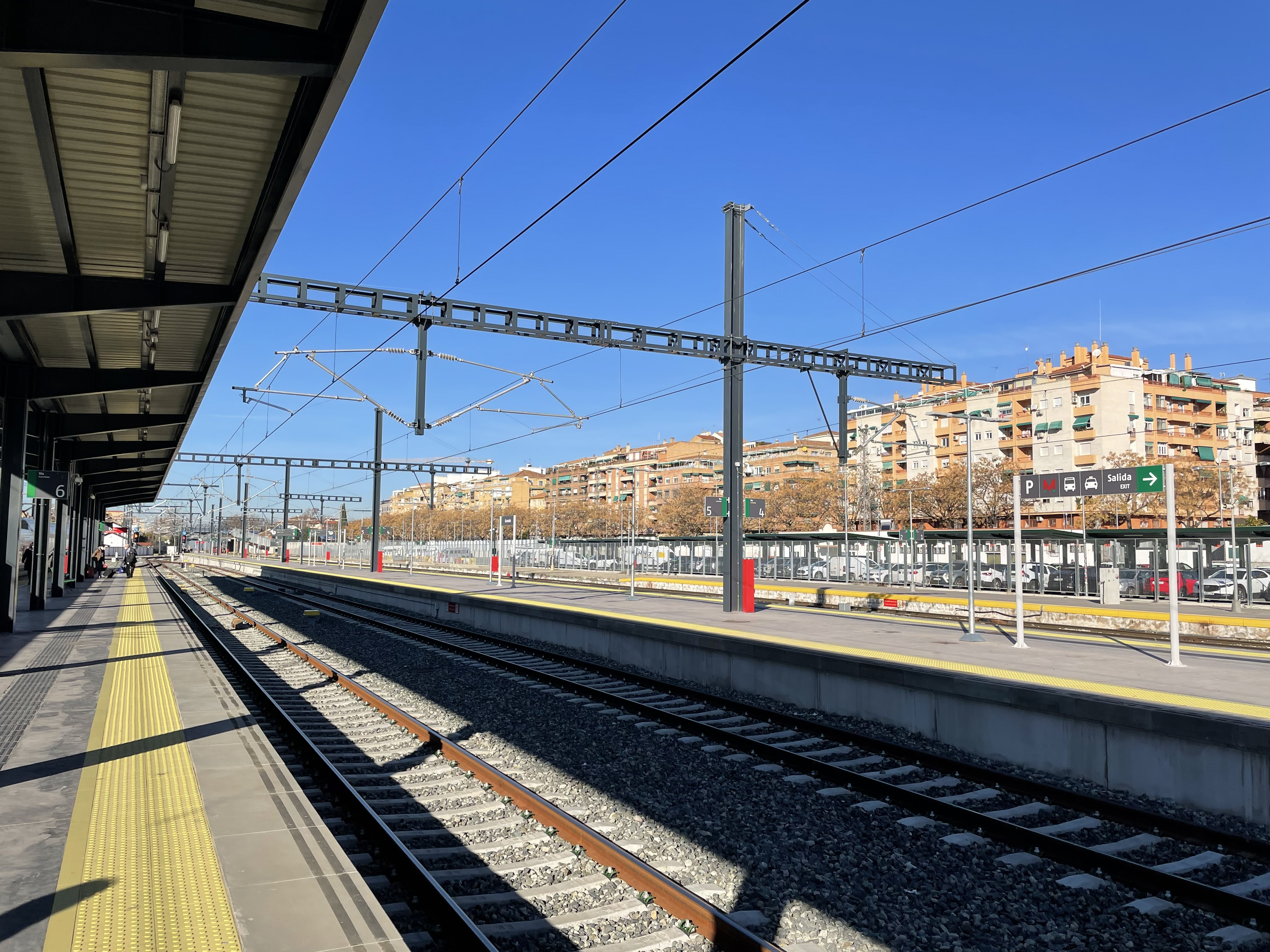
Vías en la Estación.

La estación fue originalmente la terminal de la línea Bobadilla-Granada, siéndolo también con posterioridad de la línea Moreda-Granada. A pesar de su carácter terminal, la estación estaba estuvo dispuesta durante muchos años con un carácter de estación pasante. El edificio de viajeros es el original de principios del siglo XX, con algunas reformas que han modificado principalmente su distribución interior y lo han adaptado a las condiciones actuales de explotación. Además del edificio de viajeros, las instalaciones contaban con una amplia playa de vías, muelles de mercancías, depósitos de agua, cocheras y una rotonda giratoria de 18 metros de diámetro —que a su vez contaba con 12 vías cubiertas y otras 2 vías de acceso—. En Granada también se situó un depósito de locomotoras de vapor adscrito a la línea Bobadilla-Granada, de la cual era depósito titular.
Las instalaciones ferroviarias no han sufrido grandes transformaciones a lo largo de su historia. La playa de vías se ha visto despejada de las instalaciones de mantenimiento y depósito —situados desde la década de 1960 en la antigua estación del Sur—, y de la rotonda que permitía invertir las locomotoras, siendo sustituidas estas instalaciones por nuevas vías comunes. La eliminación de las instalaciones de Campsa junto a la estación han eliminado el acceso ferroviario del que disponían, y el río Beiro —que originalmente pasaba bajo las vías del tren— fue encauzado.

### La estación actual
El edificio de viajeros es pequeño en comparación con otras estaciones reformadas más profundamente. De cara al viajero se divide en tres módulos diferenciados: taquillas, vestíbulo principal y cafetería. El reducido espacio disponible obliga a que, por ejemplo, los servicios se sitúen en otro edificio al que se accede a través del andén. En taquillas se dispone de tres puestos de venta informatizados, y de un espacio destinado a información y atención al cliente. El vestíbulo dispone de algunos asientos de espera, pantallas de información y un control de acceso a los andenes. El control de acceso se utiliza para la salida de los trenes Altaria, mientras que el resto del tiempo el acceso a los andenes es libre. Existe servicio Atendo, de atención a personas discapacitadas. Otros espacios de edificio de viajeros se dedican a estancias como el gabinete de circulación o el puesto de policía.
La situación es céntrica y aunque en su origen se encontraba completamente fuera de la ciudad, el crecimiento a lo largo de todo el siglo XX ha rodeado por completo la estación. Sin embargo, no se encuentra en ninguna de las avenidas principales, por lo que para acceder al autobús urbano de la ciudad es necesario caminar unos 200 metros. La estación de autobuses se encuentra alejada de la ferroviaria, siendo la intermodalidad algo más compleja que en otras ciudades. Se dispone de tres zonas de aparcamiento, todas en superficie y de pequeño tamaño: la explanada situada frente a la estación, que es vía pública y zona azul; y dos zonas habilitadas en el interior de los terrenos de la estación, una general y otra para vehículos de alquiler.
La estación dispone de otras instalaciones y edificios menores en su recinto. Parte de estas instalaciones se encuentran sin uso en la actualidad, como es el caso de la rampa de autoexpreso, o han sido demolidas recientemente, como el muelle de paquetería perteneciente a Correos.
La playa de vías tiene una dimensión mucho más considerable que los edificios, siendo el total de la estación de aproximadamente 84.000 metros cuadrados. Normalmente, el tráfico se organiza utilizando un reducido número de vías de todas de las que dispone la estación, siendo 3 las vías dedicadas a trenes de viajeros. El paso entre andenes se realiza mediante un paso subterráneo no adaptado a personas de movilidad reducida.

## Servicios ferroviarios
Actualmente todas las líneas de viajeros de la estación son explotadas por Renfe Operadora.

### Media distancia
Renfe Media Distancia llegó a operar varias conexiones de este tipo, si bien, en la actualidad, ha quedado reducida a una.

### AVE
Tras la llegada de la Alta Velocidad a Granada, Renfe ofrece conexiones directas de AVE con Madrid, Barcelona, Sevilla, Málaga y Córdoba.